# 한다사중학교
한다사중학교(韓多沙中學校)는 대한민국 경상남도 하동군 양보면 장암리에 있는 공립 중학교이다.

## 학교 연혁
- 2014년 9월 1일 : 거점기숙형(한다사중) 교사신축공사 착공
- 2015년 12월 7일 : 경남도립학교조례개정확정 한다사중학교 교명 확정
- 2016년 3월 1일 : 한다사중학교 개교(2,3학년 51명)
- 2016년 3월 1일 : 한다사중학교 초대 정한규 교장 취임
- 2016년 3월 1일 : 양보중, 횡천중, 북천중 통폐합 경상남도 거점기숙형 한다사중학교 개교(7학급 인가. 2,3학년 51명)
- 2016년 3월 2일 : 한다사중학교 제1회 입학식(신입생 25명)
- 2017년 3월 1일 : 경상남도교육청 행복맞이학교 운영(2년간)
- 2020년 3월 1일 : 제2대 하철 교장 취임
- 2023년 2월 10일 : 제8회 졸업식(졸업생 28명, 누계 155명)
- 2024년 3월 1일: 제3대 정말숙 교장 취임
- 2024년 3월 4일 : 제9회 입학식(신입생 29명)

## 참고 자료
- 한다사중학교 - 한국교육학술정보원 학교알리미